# Bunka Fukusō Gakuin

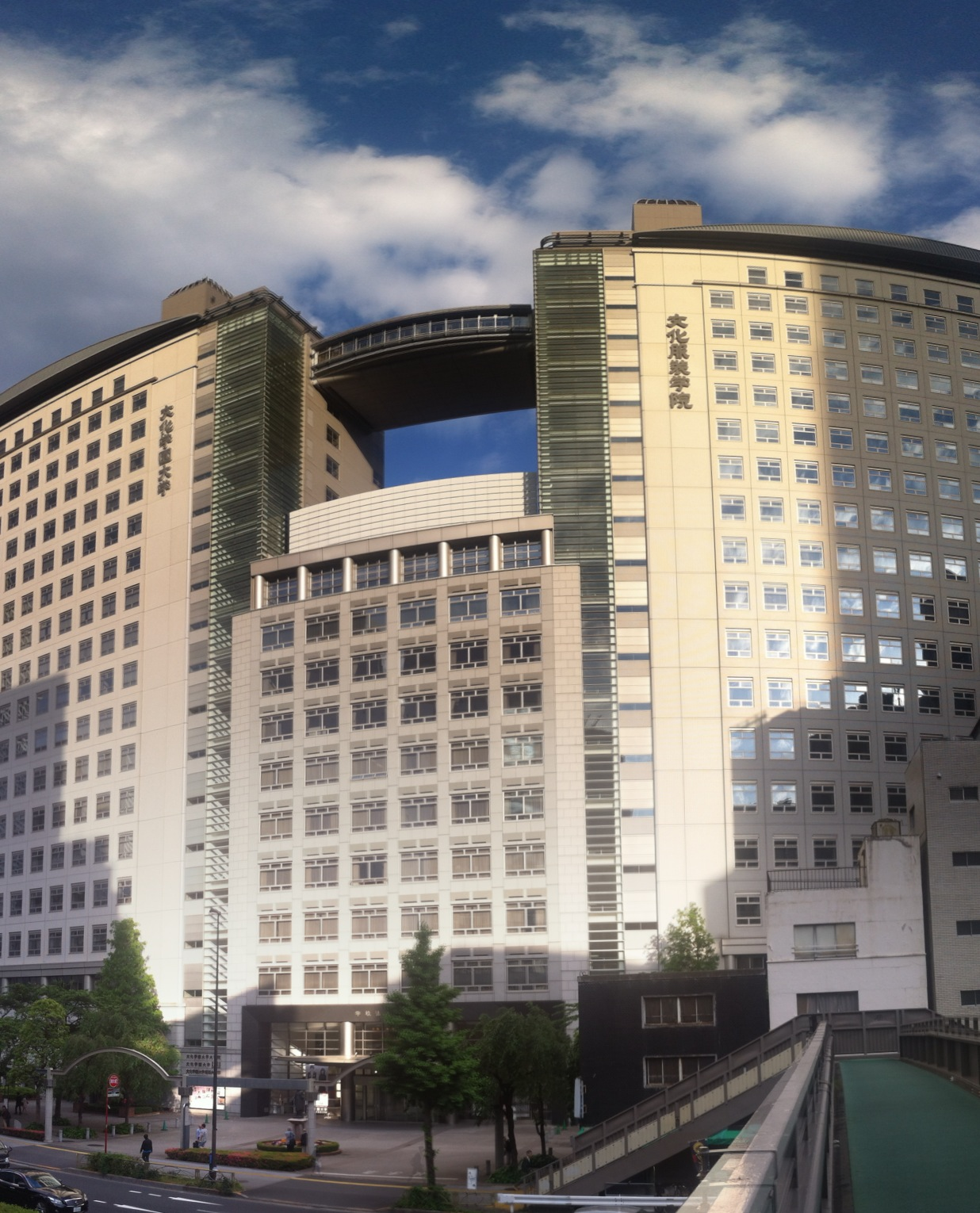
Bunka Fukusō Gakuin, Hauptgebäude

Die Bunka Fukusō Gakuin (jap. 文化服装学院, dt. „Kulturkleidungsakademie“, engl. Bunka Fashion College) ist eine seit 1923 bestehende Modeschule in Yoyogi, Shibuya, Tokio, die zu den bekanntesten Japans gehört. Zu den renommiertesten Schülern dieser Modeschule gehört der Modedesigner Kenzo.
Das Bunka-Publishing-Büro ehrte Kenzo 1985 mit einem Buch über sein Schaffen, und Kenzo revanchierte sich, indem er sich 1993 an der Modeausstellung anlässlich des siebzigsten Geburtstages der Modeschule beteiligte.

## Bekannte Absolventen
- Kenzo (Modedesigner)
- Naomi Nishida (Schauspielerin)
- Nigō (Modedesigner, DJ)
- Chisato Tsumori (Modedesigner)
- Jun’ya Watanabe (Modedesigner)
- Yōji Yamamoto (Modedesigner)
- Tamotsu Kondo (Drapage-Künstler und Professor für Modedesign mit Schwerpunkt Kreative Konstruktionssysteme an der Akademie für Mode & Design)